# Verkehrsgesellschaft Mecklenburg-Strelitz
Die Verkehrsgesellschaft Mecklenburg-Strelitz mbH (VMS) war ein kommunales Verkehrsunternehmen mit Sitz in Neustrelitz, welches den Großteil der Linienbusverbindungen im ehemaligen Landkreis Mecklenburg-Strelitz betrieb.
Im Jahre 2013 ging sie mit der Demminer Verkehrsgesellschaft (DVG) in der neuen Mecklenburg-Vorpommerschen Verkehrsgesellschaft (MVVG) auf.

## Geschichte
1992 wurde die Verkehrsgesellschaft Landkreis Neustrelitz mbH (VLN) gegründet. Als Konsequenz der Vereinigung der Landkreise Neubrandenburg und Neustrelitz fusionierte diese mit der Neubrandenburger Landverkehr GmbH zur neuen Verkehrsgesellschaft Mecklenburg-Strelitz.
In den Jahren 2004/05 wurde bei der VMS ein Qualitätsmanagementsystem nach der ISO-Norm 2000 eingeführt. Der Nachweis hierzu wurde im Rahmen eines Zertifizierungs-Audits im August 2005 erbracht und wurde jährlich wiederholt.
Seit März 2011 bot die VMS Menschen mit Behinderung die Möglichkeit, unter einer speziellen Rufnummer für das jeweilige Verkehrsgebiet, im Rahmen des Fahrplanangebots, spezielle Busse, d. h. Niederflurbusse oder Busse mit Hublift, telefonisch zu bestellen. Die Bestellung musste bis mindestens 10 Uhr am vorigen Wochentag eingegangen sein. Dies ermöglichte den betroffenen Personen ein besseres Mobilitätsangebot bei gleichem Fahrzeugpark.
Im Laufe des Jahres 2013 wurde die VMS mit der Demminer Verkehrsgesellschaft (DVG) zur neuen Mecklenburg-Vorpommerschen Verkehrsgesellschaft (MVVG) verschmolzen. Sitz der neuen Gesellschaft ist Demmin.
Dies wurde u. a. nötig, da zum Jahr 2015 die Liniengenehmigungen der VMS auslaufen.
Aufgrund einer EU-Regelung zur Direktvergabe von Verkehrsleistungen muss dann die Subunternehmerquote unter 50 Prozent liegen, was bei der VMS nicht der Fall war.

## Fahrzeuge
Die Verkehrsgesellschaft Mecklenburg-Strelitz mbH verfügte nur im Norden des Landkreises über einen eigenen Fuhrpark von 32 Bussen, die von den Betriebshöfen in Friedland und Neubrandenburg aus eingesetzt werden. Alle eigenen Busse waren mit Kameraüberwachungsanlagen und Leuchtanzeigen ausgerüstet.
Bei einem Großteil der Fahrzeuge handelte es sich um Regionalbusse. 35 % der eigenen Busse waren mit einem Hublift oder einer Rampe für den barrierefreien Zugang ausgerüstet, jeder neu beschaffte Bus musste diese Kriterien erfüllen.
Im südlichen Teil des Verkehrsgebietes (rund um Neustrelitz) wurden die Verkehrsleistungen vorwiegend von Subunternehmern erbracht, welche dafür mehr als 70 weitere Busse einsetzten.

## Ehemalige Linien
Das Verkehrsgebiet war gekennzeichnet durch sehr dünn besiedelte Flächen und größere Städte, welche über das Liniennetz der VMS miteinander verknüpft waren. Die zwei Betriebshöfe der VMS (nun MVVG) verteilten sich auf die Orte Neubrandenburg und Friedland.

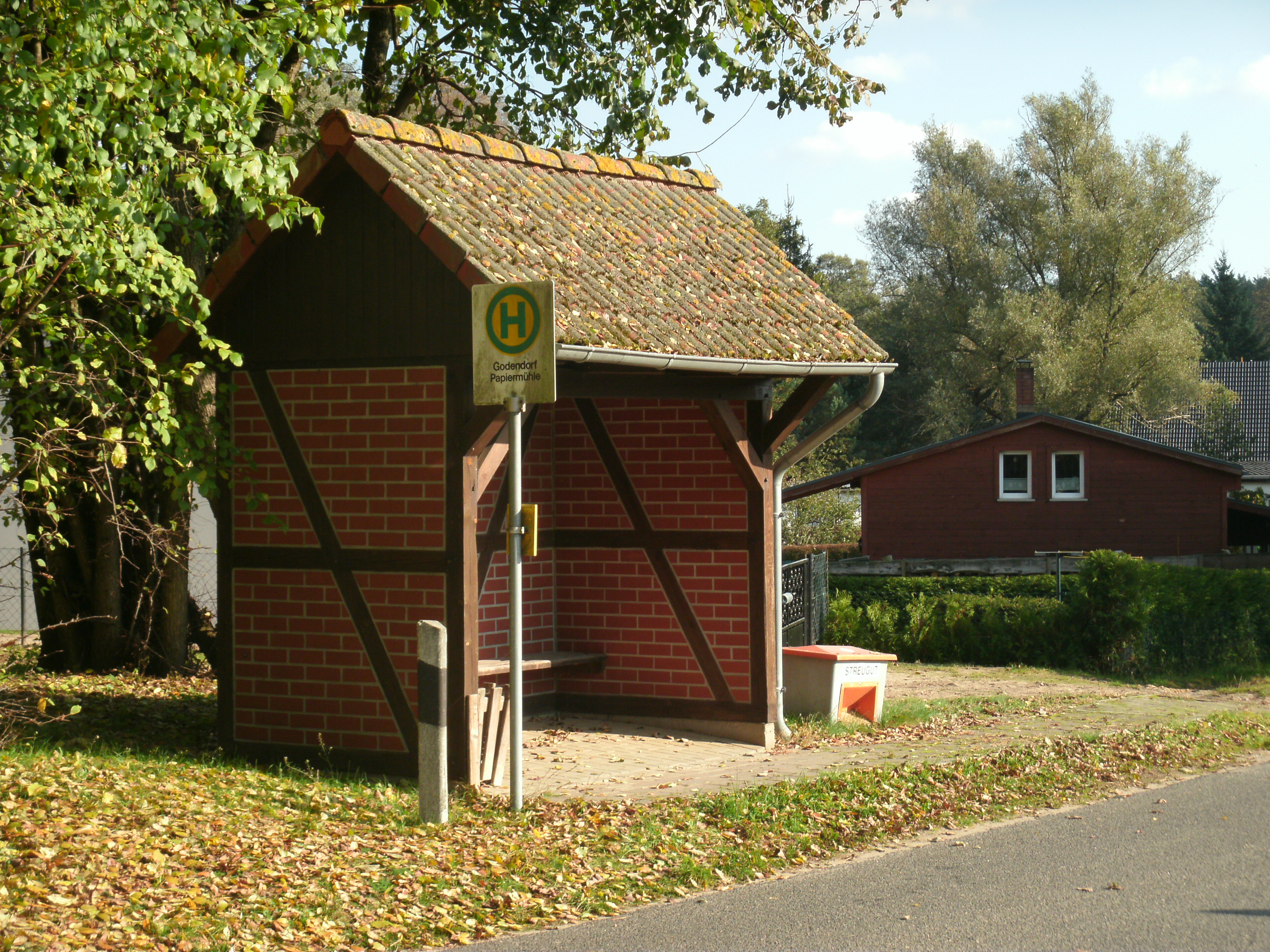
Bushaltestelle der Linie 640 in Godendorf, Papiermühle

Die meisten Buslinien verkehrten aufgrund der dünnen Besiedlung der Region nur unter der Woche, in den Schulferien oft sogar nur an einzelnen Wochentagen als Linientaxi. Bei einigen Linien wurde zu Schwachlastzeiten als Ergänzung ein Rufbus eingesetzt, der zuvor telefonisch bestellt werden musste.
Linien des Betriebsbereiches Friedland:
| Liniennummer | Linienweg                                                                                                 |
| ------------ | --- |
| 500          | Neubrandenburg – Warlin – Friedland                                                                       |
| 501          | Friedland – Sandhagen – Lübbersdorf – Klockow – Schwichtenberg / Lübbersdorf – Friedrichshof – Gahlenbeck |
| 502          | Friedland – Schönbeck (- Matzdorf – Voigtsdorf – Rattey – Schönbeck) – Golm – Badresch                    |
| 503          | Friedland – Saalow – Pleetz – Sadelkow – Jatzke – Bassow                                                  |
| 504          | Neubrandenburg – Ganzkow – Friedland                                                                      |
| 505          | Gramelow – Sponholz – Neverin                                                                             |
| 508          | Friedland – Ramelow                                                                                       |
| 521          | Neubrandenburg – Burg Stargard – Bredenfelde                                                              |
| 522          | Neubrandenburg – Gevezin                                                                                  |
| 524          | Neubrandenburg – Woggersin                                                                                |
| 525          | Neubrandenburg – Rühlow – Bassow – Neubrandenburg                                                         |
| 526          | Neubrandenburg – Burg Stargard – Alt Käbelich – Cölpin – Pragsdorf                                        |
| 527          | Neubrandenburg – Burg Stargard – Groß Nemerow                                                             |
| 528          | Neubrandenburg – Burg Stargard – Loitz – Quadenschönfeld Kirche                                           |
| 529          | Neubrandenburg – Neu Rhäse                                                                                |
| 531          | Neubrandenburg – Kublank                                                                                  |
| 540          | Neubrandenburg – Woldegk – Strasburg                                                                      |

Linien des Betriebsbereiches Neustrelitz:
| 600 | Strelitz-Alt – Neustrelitz – Weisdin – Blumenhagen – Usadel – Groß Nemerow – Neubrandenburg |                                          |                                          |
| 601 | Neustrelitz – Blankensee – Quadenschönfeld (über Weisdin)                                   |                                          |                                          |
| 609 | Neustrelitz Quadenschönfeld – Neustrelitz                                                   |                                          |                                          |
| 610 | Neustrelitz – Watzkendorf – Blankensee                                                      |                                          |                                          |
| 611 | Neustrelitz – Carpin – Möllenbeck – Woldegk                                                 |                                          |                                          |
| 615 | Triepkendorf – Feldberg – Burg Stargard – Neubrandenburg                                    |                                          |                                          |
| 618 | Triepkendorf – Feldberg – Lichtenberg – Krumbeck – Bredenfelde                              |                                          |                                          |
| 619 | Neustrelitz – Carpin – Dolgen – Feldberg                                                    | Neustrelitz – Carpin – Dolgen – Feldberg | Neustrelitz – Carpin – Dolgen – Feldberg |
| 619 | Feldberg – Feldberg Kurklinik (Rufbus)                                                      |                                          |                                          |
| 620 | Neustrelitz – Grünow – Blankensee – Grünow (über Goldenbaum)                                |                                          |                                          |
| 621 | (Triepkendorf -) Feldberg – Fürstenhagen                                                    |                                          |                                          |
| 629 | Triepkendorf – Feldberg – Carwitz – Feldberg – Triepkendorf                                 |                                          |                                          |
| 631 | Neustrelitz – Triepkendorf                                                                  |                                          |                                          |
| 632 | Triepkendorf – Dolgen – Feldberg                                                            |                                          |                                          |
| 639 | Neustrelitz – Strelitz-Alt – Herzwolde – Wokuhl – Dabelow                                   |                                          |                                          |
| 640 | Neustrelitz – Strelitz-Alt – Klein Trebbow – Godendorf – Düsterförde                        |                                          |                                          |
| 649 | Neustrelitz – Wesenberg – Wustrow – Priepert – Kleinzerlang                                 |                                          |                                          |
| 650 | Mirow – Wesenberg – Ahrensberg – Neustrelitz                                                |                                          |                                          |
| 651 | Mirow – Schwarz – Buschhof                                                                  |                                          |                                          |
| 661 | Mirow – Fleeth – Diemitz – Schwarz                                                          |                                          |                                          |
| 670 | Neustrelitz – Userin – Blankenförde – Roggentin – Qualzow – Mirow                           |                                          |                                          |
| 679 | Neustrelitz – Groß Quassow – Userin – Blankenförde – Babke                                  |                                          |                                          |
| 680 | Neustrelitz – Peckatel – Brustorf – Adamsdorf – Kratzeburg – Granzin                        |                                          |                                          |
| 681 | Neustrelitz – Peckatel – Klein Vielen – Pieverstorf                                         |                                          |                                          |
| 682 | Fischadlerlinie Neustrelitz – Kratzeburg – Mirow – Boek                                     |                                          |                                          |
| 689 | Neustrelitz – Weisdin – Blumenholz – Prillwitz – Hohenzieritz                               |                                          |                                          |

### Fischadlerlinie
Unter dem Namen Fischadlerlinie verkehrt eine saisonale Rufbus-Linie (Linie 682) zwischen Neustrelitz, Kratzeburg, Boek und Mirow, welche den südöstlichen Teil des Müritz-Nationalparks erschließt. Seit der Saison 2011 wird die Linie in der Sommersaison (Mai–September) zweimal täglich, dafür aber als Rufbus gefahren. Eingesetzt wird ein Kleinbus mit Fahrradanhänger, so dass auch Fahrräder befördert werden können.